# Niedzieliski Las
Niedzieliski Las este o arie protejată (sit de importanță comunitară — SCI) din Polonia întinsă pe o suprafață de 267,24 ha, integral pe uscat.

## Localizare
Centrul sitului Niedzieliski Las este situat la coordonatele 50°41′29″N 23°07′48″E / 50.6915°N 23.1301°E.

## Înființare
Situl Niedzieliski Las a fost declarat sit de importanță comunitară în octombrie 2009 pentru a proteja 2 specii de plante și 2 specii de animale.

## Biodiversitate
Situată în ecoregiunea continentală, aria protejată conține 1 habitat natural: Păduri de stejar și carpen Galio-Carpinetum.
La baza desemnării sitului se află mai multe specii protejate:
- plante (2): clopțelul cu frunze de crin (Adenophora lilifolia), papucul doamnei (Cypripedium calceolus)
- mamifere (2): lupul (Canis lupus), râs eurasiatic (Lynx lynx)

Pe lângă speciile protejate, pe teritoriul sitului au mai fost identificate 1 specie de plante.